# Linia kolejowa Koźmin Wielkopolski – Piaski Wielkopolskie
Linia kolejowa nr 382 – łącząca stację Koźmin Wielkopolski ze stacją Piaski Wielkopolskie.
Linia została otwarta w 1909 roku, w 1990 zawieszono ruch pasażerski a w 1991 towarowy. W 1998 linia została rozebrana.